# Chassezac
Der Chassezac ist ein Fluss dritter Ordnung in Frankreich, der in den Regionen Okzitanien und Auvergne-Rhône-Alpes verläuft. Sein Quellbach Ruisseau des Fourches entspringt in den Cevennen, an der West-Flanke des Moure de la Gardille (1503 m), im Gemeindegebiet von Saint-Frézal-d’Albuges. Er entwässert anfangs in südwestlicher Richtung, dreht dann auf Südost bis Ost, durchquert den südlichen Teil des Regionalen Naturparks Monts d’Ardèche und mündet nach rund 85 Kilometern an der Gemeindegrenze von Saint-Alban-Auriolles und Sampzon als rechter Nebenfluss in die Ardèche. Auf seinem Weg durchfließt der Chassezac die Départements Lozère und Ardèche. Auf wenigen Kilometern Länge bildet er auch die Grenze zum Département Gard.

## Orte am Fluss
- Saint-Frézal-d’Albuges
- Chasseradès
- Prévenchères
- Pied-de-Borne
- Malarce-sur-la-Thines
- Gravières
- Les Vans
- Chambonas
- Les Assions
- Chandolas
- Saint-Alban-Auriolles

## Sehenswürdigkeiten
- Die Dolmen du Calvaire liegen auf einem Hügel mit Blick auf den Chassezac, beim Weiler Calvaire, bei Saint-Alban-Auriolles.
- Der Bois de Païolive ist ein Forst mit außergewöhnlichen Gesteinsformationen. Er liegt auf einem Karstplateau südlich der Gorges du Chassezac.
- Zwischen Prévenchères und Pied-de-Borne hat der Fluss eine sehenswerte Schlucht ausgebildet (fr: Gorges du Chassezac).

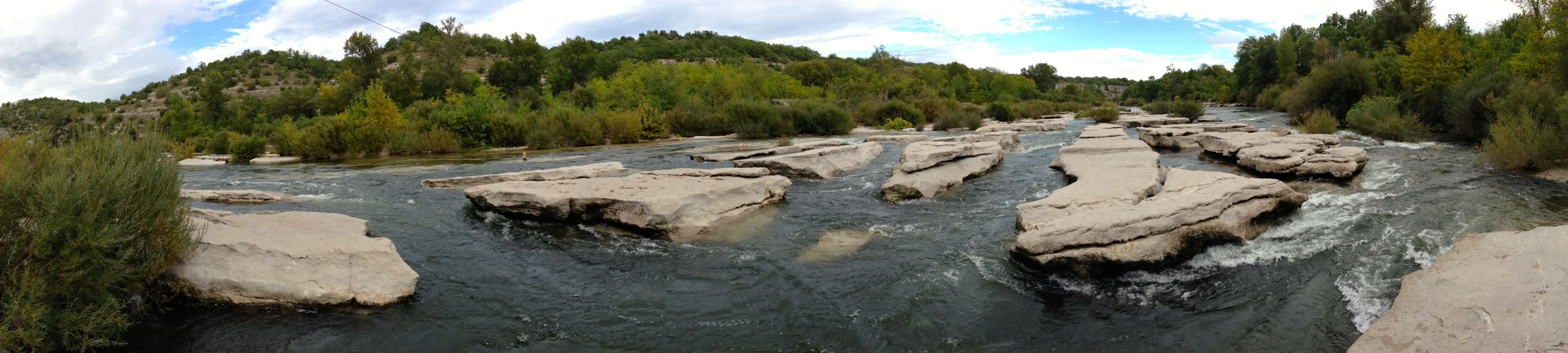
Panoramabild Chassezac